# Michał Szuba
Michał Szuba (ur. 5 kwietnia 1993) – polski pływak, reprezentujący klub sportowy WKS Śląsk Wrocław. Specjalizuje się głównie w pływaniu stylem dowolnym na długich dystansach (400-1500 m).
Brązowy medalista mistrzostw Europy juniorów na 400 m stylem dowolnym.
Uczestnik mistrzostw Europy z Debreczyna na dystansie 400 m stylem dowolnym (30. miejsce).
Wielokrotny medalista Mistrzostw Polski.